# Schildorn
Schildorn è un comune austriaco di 1 194 abitanti nel distretto di Ried im Innkreis, in Alta Austria.